# 罪惡城市 (綽號)
罪惡城市（英語：Sin City）是給予一座城市的暱稱，用於形容這座城市或其中部分區域，充滿各種會令人產生罪惡感的惡習；取決於不同司法管轄區，這些惡習可能是合法行為，或者是被容忍的非法活動。其中包括：性相關服務（性交易、脫衣舞俱樂部、成人用品商店等）、賭博（賭場、博彩店等）、娛樂性藥物（酒精、大麻等），甚至過度的有組織犯罪和幫派活動。
如果這座城市以性產業聞名，它通常也會被暱稱為性都，例如：拉斯維加斯、阿姆斯特丹、漢堡和芭達雅等城市。然而，這些氾濫行業雖然代表城市隱藏的陰暗面，但並非代表全部的城市形象。

## 世界上的罪惡城市
- 澳大利亚
  - 國王十字是歷史上臭名昭著的悉尼內城，隨著2014年2月實施《悉尼宵禁法（英语：Sydney lockout laws）》而極大地改變該地區的特徵，幾乎已經消除澳大利亞唯一「罪惡之城」的聲譽。[2] 但在一定程度上，該地區仍然充滿著性交易、妓院、非法和合法賭博、有組織犯罪、摩托車幫派、警察腐敗、毒品、脫衣舞俱樂部、飲酒、過度醉酒和隨機暴力。[3]

- 阿塞拜疆
  - 巴库（政治腐敗、夜總會、飲酒、有組織犯罪、賄賂、警察腐敗、性交易）[4]

- 巴林
  - 麦纳麦（飲酒、夜總會、性交易）[5]

- 巴西
  - 里约热内卢（男女性交易、詐騙、臭名昭著的監獄系統、警察腐敗、政治腐敗、飲酒、毒品、贫民窟、幫派、夜總會）[5][3]

- 中华人民共和国
  - 东莞於2014年以前（性交易）[6][7][8]
  - 澳門（賭博、有組織犯罪、夜總會、性交易、飲酒）[3][9][10]

- 哥伦比亚
  - 麦德林（警察腐敗、性交易、飮酒、毒品、幫派、夜總會）[11]

- 賽普勒斯
  - 聖納帕（毒品、飲酒、夜總會）[12][13]

- 捷克
  - 布拉格（性交易、有組織犯罪、警察腐敗、夜總會、脫衣舞俱樂部、妓院）[14][3]

- 德國
  - 汉堡（脫衣舞俱樂部、妓院、飲酒、色情電影業、性交易、性表演、成人用品商店）[1]

- 以色列
  - 特拉维夫（脫衣舞俱樂部、飲酒、夜總會、派對）[15][3]

- 日本
  - 東京都（有組織犯罪、色情電影業、風俗店）

- 黎巴嫩
  - 贝鲁特（性交易、脫衣舞俱樂部、歌舞廳、毒品、飲酒、夜總會）[16][3]

- 马耳他
  - 帕斯維爾（英语：Paceville）（夜總會、脫衣舞俱樂部、飲酒）[17]

- 墨西哥
  - 蒂華納（毒品、暴力、性交易、飲酒、警察腐敗、脫衣舞俱樂部）[5]

- 摩洛哥
  - 马拉喀什（性交易、賭博、飲酒、夜總會）[18]

- 荷兰
  - 阿姆斯特丹（性交易、妓院、脫衣舞俱樂部、成人用品商店、性表演、大麻）[1][5][3]

- 菲律宾
  - 安赫勒斯（性交易、賭博、飲酒、夜總會）[3][19]

- 俄罗斯
  - 莫斯科（有組織犯罪、幫派、夜總會、飲酒、毒品、警察腐敗、政治腐敗、性交易、脫衣舞俱樂部）[5][3]

- 西班牙
  - 伊维萨岛（夜總會[20]、毒品）[3]

- 泰国
  - 曼谷（性交易[21]、脫衣舞俱樂部、性表演、詐騙、BDSM俱樂部、妓院、成人按摩院、歌舞廳、戈戈舞酒吧、毒品、飲酒、夜總會）[3]
  - 芭達雅（性交易、脫衣舞俱樂部、性表演、BDSM俱樂部、妓院、成人按摩院、歌舞廳、戈戈舞酒吧、毒品、飲酒、夜總會）[22][3]

- 英国
  - 利物浦（性交易、毒品、有組織犯罪）[23]
  - 倫敦蘇豪區（性交易）[24][3]

- 美国
  - 加利福尼亚州
    - 洛杉矶[25]及其好莱坞区（銀行搶劫[26]、色情電影業、性出版業、小報、性交易，同時還包括警察腐敗、夜總會、毒品、飲酒、脫衣舞俱樂部、幫派）[3]
    - 旧金山（有組織犯罪、幫派、毒品、性交易）[27]

  - 佛罗里达州
    - 迈阿密（幫派、有組織犯罪、販毒、性交易、飲酒、政治和警察腐敗、詐騙、脫衣舞俱樂部）[3]

  - 伊利诺伊州
    - 芝加哥（有組織犯罪、政治和警察腐敗）[28]

  - 肯塔基州
    - 纽波特是第一座因為在性交易、賭博、幫派、槍戰、敲詐勒索和其他方面，而被冠以「罪惡之城」稱號的北美城市。[29]

  - 内华达州
    - 拉斯维加斯（賭博、博彩、詐婚、有組織犯罪、性交易、脫衣舞俱樂部、歌舞廳、夜總會、24小時酒類銷售（英语：List of alcohol laws of the United States））[1][30][3] 過去，它也因為有組織犯罪、警察和政治腐敗而聞名。
    - 雷諾（賭博、飲酒、脫衣舞俱樂部、夜總會、詐婚、性交易、24小時酒類銷售）[31]

  - 新泽西州
    - 大西洋城（賭博、博彩、有組織犯罪、飲酒、性交易、夜總會和脫衣舞俱樂部）[3] 過去，它還以有組織犯罪、警察和政治腐敗而聞名。[32]

- 委內瑞拉
  - 卡拉卡斯（詐騙、監獄腐敗、警察腐敗、政治腐敗、性交易、有組織犯罪、飲酒、毒品、貧民窟、幫派、搶劫、夜總會、販毒、暴力）[3]

## 過去的罪惡城市
- 加拿大
  - 魁北克省蒙特利尔在美國禁酒令時期，成為北美飲酒的「罪惡城市」之一，至今仍然享有「罪惡城市」的盛譽。[33] 它現在以其無與倫比的繁華夜生活，相對較晚的「最後一次點酒時間」（凌晨3點）、大量的大學生人口、18歲的飲酒年齡及完善的公共交通系統，與蒙特利爾文化的其他方面相結合，使這座城市擁有獨一無二的夜生活。蒙特利尔擁有多樣性的飲酒場所，證明其夜生活的受歡迎程度，包括：夜總會、酒館、酒吧和歌舞廳（boîte à chansons）、拉丁樂俱樂部、非洲樂俱樂部、爵士樂俱樂部、雅座酒吧、違禁俱樂部（英语：Afterhours club）及脫衣舞俱樂部，吸引著不同類型的顧客。[34]

- 中华民国
  - 上海市於1920至30年代充滿著有組織犯罪、鴉片館、性交易、妓院、賭博、警察和政治腐敗。[35] 1924年旅居上海的日本作家村松梢風（日语：村松梢風）著作暢銷小說《魔都》，形容上海具有現代、美麗、文明的城市樣貌，同時隱藏著各種罪犯和罪惡的黑暗面，所以上海市也廣泛被暱稱為「魔都」。

- 魏瑪共和國
  - 柏林於1920至30年代初期，充滿著性交易、眾多歌舞表演和頹廢生活。[5]

- 英屬香港
  - 九龍城寨於20世紀是一座無政府狀態的圍城，在香港社會進入高速發展時期成為罪惡的溫床，是三合會、妓院、賭館、鴉片館、狗肉館林立的貧民窟，以「三不管地帶」聞名。[36] 1987年中英雙方政府同意拆除寨城，1993年被劃入香港管轄區。

- 愛爾蘭
  - 都柏林蒙托区（英语：Monto）曾經於19世紀號稱是當時歐洲最大的紅燈區，充滿著性交易和犯罪。

- 美国
  - 亚拉巴马州
    - 鳳凰城於1940至50年代因為有組織犯罪、性交易和賭博而臭名昭著，它的許多遊客來自喬治亞州班寧堡的美國陸軍訓練中心。[37]

  - 佛罗里达州
    - 迈阿密於1970至80年代期間（有組織犯罪、販毒、幫派、脫衣舞俱樂部、夜總會、飲酒、警察腐敗、性交易、妓院和政治腐敗）[38]

  - 伊利诺伊州
    - 芝加哥於1920至30年代（性交易、走私、歌舞廳、地下酒吧、非法賭博、銀行搶劫、警察腐敗、政治腐敗、有組織犯罪和幫派活動）

  - 印第安纳州
    - 密歇根城於1980至90年代因為按摩院的數量激增，被認為是「罪惡之城」。[39]
    - 特雷霍特於1955年被《Stag》月刊稱為「罪惡城市」，它當時以沒有保護、賭博和發達的紅燈區而著稱；[40] 現在特雷霍特聯邦懲教中心（英语：Federal Correctional Complex, Terre Haute）也是收監聯邦死刑犯的所在地。

  - 肯塔基州
    - 卡温顿（妓院、賭博、有組織犯罪）[41]
    - 纽波特（妓院、賭博、有組織犯罪）[41]

  - 麻薩諸塞州
    - 波士顿從1960年代初到1990年代初的經濟衰退年代，以斯科莱广场（英语：Scollay Square）的滑稽表演和战斗区（英语：Combat Zone, Boston）的成人娛樂產業、東波士頓本寧頓街和布魯克斯街的高利貸、以及南波士頓西百老匯街和多切斯特街兩旁的喧鬧愛爾蘭酒吧而聞名。
    - 林恩於1960至80年代因為一首押韻詩寫道「林恩、林恩，罪惡之城，你永遠不會像進去時那樣出來」而聞名。

  - 路易斯安那州
    - 新奥尔良從1897年到1917年，在斯托里维尔（英语：Storyville, New Orleans）林立的性交易、妓院、賭博和地下酒吧等場所。[42]

  - 纽约州
    - 纽约在從前以其失控的犯罪、扒竊、貧民窟、時代廣場的成人用品商店和性交易，以及幾乎無所不在的非法毒品貿易和全市範圍內的幫派而聞名，其中還包括黑手黨家族、警察和政治腐敗。
    - 由提卡於1930至50年代，被有組織犯罪集團強勢操縱的嚴重腐敗和政治機器。[43]

  - 德克萨斯州
    - 加爾維斯敦於1920年代至1957年（性交易、有組織犯罪、賭博、地下酒吧、飲酒、警察和政治腐敗）[44]

## 另見
- 罪惡城市（俠盜獵車手系列）
- 謀殺之都（英语：Murder capital）
- 所多瑪與蛾摩拉
- 紅燈區
- 罪恶之城 (电影)
- 高譚市